# Veiovis

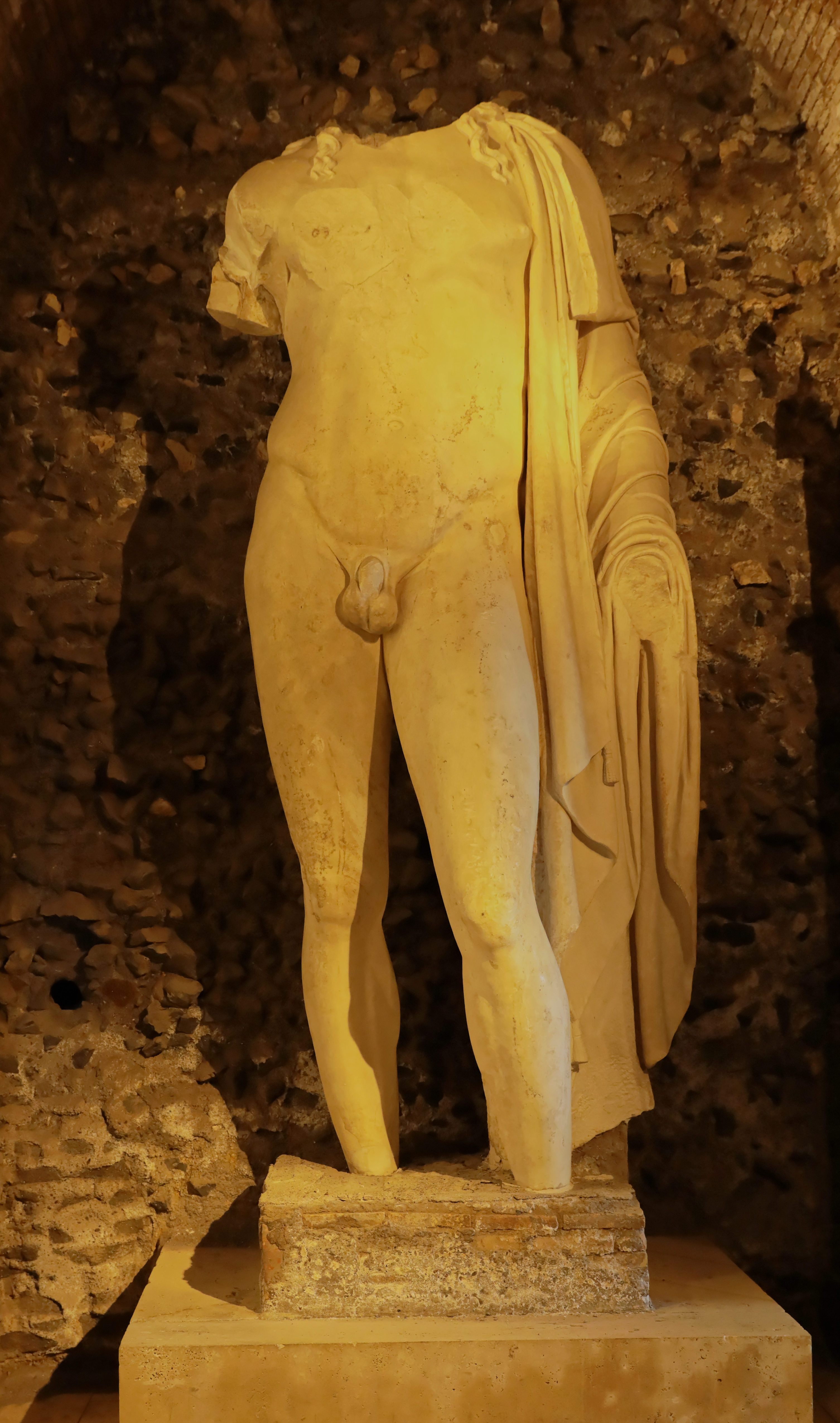
Überlebensgroße Marmorstatue des Veiovis mit langen Locken, gefunden in der Cella des Veiovistempels auf dem Kapitol

Veiovis (auch Vediovis oder Vedius) war ein Gott der altrömischen Religion, der im republikanischen Rom bis etwa ins 1. Jahrhundert v. Chr. verehrt wurde.
Über Veiovis ist nur wenig Genaues bekannt. Schon die antiken Römer zur Zeit der späten Republik hatten große Schwierigkeiten, den Namen und die Funktion des Gottes zu deuten. Im 1. Jahrhundert v. Chr. machte sich Cicero über die Deutungsversuche zu einigen römischen Götternamen lustig und bemerkte, dass noch niemand eine einleuchtende Erklärung für Veiovis gefunden habe. Relativ sicher ist nur ein Zusammenhang mit Jupiter, da die Formen Vediovis, Veiovis, Vedius offenbar mit Diovis, Iovis, Dius (Namensversionen des Jupiter) verwandt sind. Schwierigkeiten macht(e) jedoch das Element ve-. Ovid und Festus machten aus Veiovis einen kleinen bzw. jungen Jupiter, Aulus Gellius dagegen betrachtete ihn als eine Art Anti-Jupiter, womit ein Jupiter der Unterwelt gemeint sein könnte (chthonische Gottheit).
Die Verehrung des Veiovis beschränkte sich auf Latium bzw. wahrscheinlich fast nur auf Rom selbst. In Rom wurden Anfang des 2. Jahrhunderts v. Chr. zwei Tempel für ihn errichtet. Der erste ging wohl auf ein Versprechen des Lucius Furius Purpureo aus dem Krieg gegen die Gallier zurück, wurde auf der Tiberinsel errichtet und am 1. Juni 194 v. Chr. eingeweiht. An den Nonen des März (7. März) 192 v. Chr. wurde ihm dann ein zweiter Tempel zwischen den beiden Gipfeln (inter Arcem et Capitolium) des Kapitolshügels in Rom geweiht. Ovid beschreibt eine dort stehende Kultstatue, die neben der einer kleinen Ziege stand und auf der Veiovis ein bartloses Gesicht und ein Bündel Pfeile in der Hand hatte. Dieser zweite Tempel wurde 1939 entdeckt und ausgegraben. Heute sind die Überreste Teil der Kapitolinischen Museen. Es wird angenommen, dass er der Gott der Sühne und der entlaufenen Verbrecher oder der Heilung war. 
Seine Feste wurden am 1. Januar, am 7. März und am 21. Mai gefeiert, während der Feste wurden ihm Ziegen als Opfer dargebracht.
Eine Inschrift auf einem dem Veiovis geweihten Altar in Bovillae etwa aus dem Jahr 100 v. Chr. zeigt, dass das Geschlecht der Julier (gens Iulia) Veiovis als seine Gentilgottheit betrachtete. Es scheint, dass der Gott dann im Laufe des 1. Jahrhunderts v. Chr. immer mehr mit dem griechischen Gott Apollon identifiziert wurde, was sich auch auf die Hausgottheit der Julier übertrug. Augustus, der seit seiner Adoption durch Gaius Iulius Caesar dem  Geschlecht der Julier anhörte, ließ deshalb einen prunkvollen Tempel für Apollon auf dem Palatin errichten. Allerdings wurde Veiovis offenbar noch nicht sofort ganz verdrängt, denn der Veiovistempel auf dem Kapitol wurde noch unter Kaiser Domitian restauriert.
Zuweilen ihm zugeordnete Münzbilder stellen wohl nicht Veiovis dar, sondern eher Jupiter oder Apollon.